# François Cyrille Grand'Eury
François Cyrille Grand'Eury (født 9. marts 1839 i Houdreville, død 22. juli 1917 i Malzéville ved Nancy) var en fransk geolog. 
Efter at have fuldendt sine studier blev Grand'Eury mineingeniør og professor i deskriptiv geometri ved bjergværksskolen i Saint-Étienne. Han har særlig undersøgt Loire- og Gardbassinernes geologiske bygning og publiceret flere afhandlinger herom, hvoriblandt kan fremhæves Flore carbonifère du département de la Loire et du centre de la France (2 bind og atlas, 1877) samt Géologie et Paléontologie du bassin houiller du Gard (1890).